# Полиместор
Полиместор или како га је Хигин називао Полимнестор је у грчкој митологији био трачки краљ Бистонијаца.

## Етимологија
Његово име има значење „онај који мисли о многим стварима“.

## Митологија
Био је Пријамов зет, супруг његове најстарије кћерке Илионе. Када му је у последњој години тројанског рата Пријам послао свог сина Полидора, како би га заштитио, он је најпре прихватио дечака, али када је сазнао да је Троја разорена, убио је свог шурака како би се домогао тројанског блага. Када је вода избацила тело мртвог дечака на обалу, пронашла га је слушкиња његове мајке Хекабе. Хекаба је, према Еурипиду, Плутарху, Овидијевим „Метаморфозама“ и Вергилијевој „Енејиди“, смислила освету. Позвала је Полиместора да дође како би му показала тајну тројанску ризницу, а када је дошао са своја два сина, она их је избола, а њега ослепела. Агамемнон јој је овај злочин опростио, узимајући у обзир њене године и несрећу. Трачански племићи нису били тако широкогруди, али се она претворила у кучку названу Мајра и почела да трчи унаоколо тужно завијајући, што је њих толико збунило да су одустали од намере да је казне. Полиместор је поседовао дар прорицања. Након немилог догађаја са Хекабом, предсказао јој је да ће ускоро умрети, што се и десило. Агамемнон га је потом заробио и оставио на једном острву.
Постоји и предање према коме је Полиместор предао Полидора Грцима у страху од рата са њима. Према једној причи, Агамемнон га је поткупио тако што му је обећао Електру и мираз у злату. С обзиром да се заклео да ће штитити Полидора, он је пред гласницима убио рођеног сина Дејпила, тврдећи да је то заправо Полидор. Када је Полидор то касније сазнао, ослепео га је и убио. Према другој причи он је Дејпила убио случајно, па је због тог злочина ослепљен.

## Друге личности
Према Паусанији, Полиместор је био и краљ Аркадије, који је наследио свог оца Аегинета на престолу. У току његове владавине, Лакедемонија је први пут напала Тегеју, што је предводио Харил. Полиместор је умро без деце.